# 環戰公主
《環戰公主》是DMM GAMES開發的網頁遊戲，2018年8月正式發表製作動畫消息，2019年1月至3月播出全12集電視動畫。

## 故事簡介
随着AR技术的发展，一项技术被研发成功，其名为混合现实系统，简称MR系统。使用MR进行的校园虚拟战斗“Circlet Bout”作为一项运动在女高中生中流行开来。这项运动的人气甚至冲破了学园，热潮席卷了各地，明星选手甚至能拥有国民级的人气。
另一方面，圣同盟学园Circlet Bout部已经从过去的辉煌衰落到将要废部，主人公佐佐木优佳为了参加这项运动，从和歌山的深山中来到了东京的圣同盟学园。优佳究竟能否成为圣同盟学园的救世主呢！？

## 登場角色

### 聖聯合學園
佐佐木優佳（聲：長妻樹里）
主角。在與藤村千景命運的相遇之後，決定成為一名「Circlet Bout」球員，並著手重新開啟聖聯合學園的Circlet Bout部。
Circlet Bout武器是一把劍。
笠原美由紀（聲：中島沙樹）
運動萬能。在看到藤村千景與佐佐木優佳的戰鬥影片後對優佳產生興趣。在優佳轉學到到聖聯合學園之前，已經在努力想重啟Circlet Bout部。
黑田怜奈（聲：生天目仁美）
聖聯合學園學生會會長，姊姊黑田綾奈是著名「Circlet Bout」選手。反對用Circlet Bout來提高學校聲望。
相澤步（聲：水橋香織）
擁有優秀頭腦的工程師。
妮娜·阿維林（聲：後藤麻衣）
俄羅斯混血，擅長Circlet Bout戰術。

### 黑獅子綜合學園
藤村千景（聲：種崎敦美）

日比野貴音（聲：相川奈都姬）

關口紗理奈（聲：平井祥惠）

### 鷹森學園
杉浦日和（聲：谷口夢奈）

飯田霞（聲：立石惠）

### 武蔵野急央學園
常見昭（聲：近村望實）

原亞里沙（聲：丸山有香）

### 星之海學園
山内克麗絲蒂（聲：藤田彩）

### 永代學園
芳村薰（聲：櫻井浩美）

### 動畫版
MR報導員（聲：湯淺楓）

黑田綾奈（聲：中原麻衣）
怜奈的姊姊。

## 電視動畫
《環戰公主CIRCLET PRINCESS》由SILVER LINK.製作，2019年1月開始播出。 

### 主題曲
片頭曲「HEAT:Moment」
填詞：橋本美雪，作曲、編曲：黑須克彥，主唱：橋本美雪
片尾曲「Circle-Lets Friends!」
填詞：em:ou，作曲、編曲：黑須克彥，主唱：橋本美雪、佐咲紗花、美鄉秋、CooRie、yozuca*、Minami

### 各話列表
| 話數   | 日文標題 | 中文標題 | 劇本     | 分鏡              | 演出     | 作畫監督                                                                           | 總作畫監督         |
| ------ | -------- | -------- | -------- | ----------------- | -------- | ---------------------------------------------------------------------------------- | ------------------ |
| 第1話  |          | 公主直擊 | 木緒那智 | 橘秀樹            | 小柴純彌 | 安藤香春、佐藤 井本由紀、古谷梨繪 大槻南雄、八代紀實子 高橋瑞紀                    | 山吉一幸、平田和也 |
| 第2話  |          | 啟動精神 | 門田祐一 | 二瓶勇一          | 福多潤   | 原口涉、大槻南雄 金正男、藤井文乃                                                  | 山吉一幸、平田和也 |
| 第3話  |          | 驚喜選手 | 木緒那智 | 小寺勝之          | 丸山由太 | 古谷梨繪、大槻南雄 若山政志、島田英明 服部憲知、吉田肇 正木優太、川口弘明 和田賢人 | 山吉一幸、平田和也 |
| 第4話  |          | 姐妹情結 | 門田祐一 | 小寺勝之          | 安藤貴史 | STUDIO MASSKET、戲畫Production                                                     | 山吉一幸、平田和也 |
| 第5話  |          | 感情失靈 | 木緒那智 | 渡部高志          | 山口賴房 | 古谷梨繪、井本由紀 原口涉、大槻南雄                                                | 山吉一幸、平田和也 |
| 第6話  |          | 極端遊戲 | 門田祐一 | 小寺勝之          | 小柴純彌 | 古谷梨繪、大槻南雄 若山政志、竹森由加 井本由紀、重松晉一                           | 山吉一幸、平田和也 |
| 第7話  |          | 祝你好夢 | 井上美緒 | 小寺勝之          | 福多潤   | 古谷梨繪、大槻南雄 井本由紀、原口涉 八代紀實子、平田和也 安藤春香                  | 山吉一幸、平田和也 |
| 第8話  |          | 復仇競賽 | 井上美緒 | 渡部高志          | 丸山由太 | 古谷梨繪、大槻南雄 井本由紀、服部憲知 正木優太、島田英明 飯飼一幸、吉田肇          | 山吉一幸、平田和也 |
| 第9話  |          | 返校慶典 | 木緒那智 | 二瓶勇一          | 板庇迪   | 古谷梨繪、大槻南雄 井本由紀、原口涉 竹森由加、若山政志                             | 山吉一幸、平田和也 |
| 第10話 |          | 進化少女 | 門田祐一 | 渡部高志 小寺勝之 | 山口賴房 | 井本由紀、大槻南雄 古谷梨繪、原口涉 丸山大勝、八代紀實子 服部憲知                  | 山吉一幸、平田和也 |
| 第11話 |          | 地域比賽 | 井上美緒 | 渡部高志 小寺勝之 | 福多潤   | 井本由紀、大槻南雄 古谷梨繪、原口涉                                                | 山吉一幸、平田和也 |
| 第12話 |          | 環戰公主 | 木緒那智 | 渡部高志 小寺勝之 | 丸山由太 | 井本由紀、大槻南雄 古谷梨繪、原口涉 服部憲知、島田英明 飯飼一幸                    | 山吉一幸、平田和也 |

### 藍光版
| 卷數  | 發售日期      | 收錄話數      | 規格編號  | 封面角色             |
| ----- | ------------- | ------------- | --------- | -------------------- |
| 1回合 | 2019年4月26日 | 第1話~第3話   | DMPXA-028 | 佐佐木優佳、藤村千景 |
| 2回合 | 2019年5月31日 | 第4話~第6話   | DMPXA-029 | 妮娜·阿維林、相澤步  |
| 3回合 | 2019年6月28日 | 第7話~第9話   | DMPXA-030 | 笠原美由紀、黑田怜奈 |
| 4回合 | 2019年7月26日 | 第10話~第12話 | DMPXA-031 | 佐佐木優佳           |

## 外部連結
- 遊戲官方網站（日語）
- 電視動畫官方網站（日語）